# Fila Fresh Crew
Fila Fresh Crew var en amerikansk rapgrupp från Dallas, Texas, som bestod av Fresh K, Dr. Rock och The D.O.C. (känd som Doc-T vid denna tid). På grund av Dr. Rock's associationer med Dr. Dre när han arbetade som discjockey för World Class Wreckin' Cru, fick gruppen en plats på samlingsalbumet N.W.A. and the Posse tillsammans med N.W.A 1987, vilket även blev gruppens start. Ett år senare släppte gruppen lite material Macola Records, även om gruppen löstes upp 1988. Doc-T ändrade sitt namn till The D.O.C., och arbetade bland annat på Eazy-E's debutalbum Eazy-Duz-It samt tillsammans med den ny-formade gangstarapgruppen N.W.A, mest som låtskrivare på många låtar på Ruthless Records (och senare Death Row Records). The D.O.C. är dock mest känd för sitt debutalbum No One Can Do It Better från 1989, men under samma tid släppte Dr. Rock gruppens gamla material, och började sin solokarriär 1991 under pseudonymen Fela Fresh Crew. 

## Diskografi

### Studioalbum
- 1991 – Taking Charge

### EP:s
- 1988 – Tuffest Man Alive

### Samarbetsalbum
- 1987 – N.W.A. and the Posse (med N.W.A)